# 제1대 넬슨 자작 허레이쇼 넬슨
제1대 넬슨 자작 허레이쇼 넬슨(Horatio Nelson, 1st Viscount Nelson, KB, 1758년 9월 29일~1805년 10월 21일)은 나폴레옹 전쟁 당시 영국의 해군 제독이었다. 그는 트라팔가르 해전에서 영국을 구하고 전사하였다. 그는 영국 역사상 가장 위대한 해군 영웅으로 부상하였으며, 전쟁이 한창중이었던 1813년 로버트 사우디가 그의 생을 노래한 시를 쓰기도 했다.

## 어린 시절
허레이시오 넬슨은 1758년 노포크의 버넘(Burnham) 마을에서 11명의 남매중 6번째로 태어났다. 그의 아버지는 에드먼드 넬슨(Revd Edmund Nelson)이었으며, 오포드(Orford)의 제1 백작이자 영국 왕실의 사실상 총리였던 로버트 월폴(Robert Walpole) 경의 증손인 어머니 캐서린 넬슨(Catherine Nelson)은 그가 9세가 되었을 때 사망하였다.
넬슨은 노스 월셤(North Walsham)의 패스턴 문법 학교(Paston Grammar School)에서 간단한 교육을 마치고 1770년 12세의 나이에 해군에 입대하였다. 1771년 1월 1일 그의 해군 경력은 평범한 선원이자 키잡이로 시작되었고, 넬슨의 외삼촌 모리스 서클링(Maurice Suckling) 선장이 그 배를 지휘하였다. 얼마 후 해군 사관생도가 된 넬슨은 본격적인 장교 훈련을 마쳤지만 사실 그는 일생동안 배멀미에 시달려야 했다.
1775년 해군 감사관(Comptroller)이 된 서클링은 그의 지위를 통하여 넬슨의 빠른 승진을 도와주었다. 1777년 부관이 된 넬슨은 동인도로 배치되었다. 그는 영국 해군 부관의 직위로 미국의 독립전쟁에 참가하였으며, 20세가 된 1779년 6월 프랑스로부터 나포된 대포 28문의 프리깃함 힌친브로크(Hinchinbroke)의 지휘권을 받았다.
1780년 넬슨은 니카라과의 산 후안(San Juan)에 있는 스페인 요새에 대한 공격에 가담하였다. 공격은 완패로 끝났지만 넬슨의 노고를 높이 산 덕에 비난은 거의 없었다. 이후 말라리아에 걸린 넬슨은 영국으로 돌아와 일년 이상을 병상에 누워 있어야 했다. 완치된 그는 앨버말(Albemarle)로 발령받아 1783년 독립전쟁이 끝날 때까지 미국 독립군과 싸웠다.

## 지휘관
1784년 보레아스(Boreas) 함의 지휘권을 받은 넬슨은 안티구아(Antigua) 부근에서 항해조례(Navigation Act) 집행 임무를 수행하였다. 이 조례는 독립전쟁 말에 발효된 것으로, 이제 외국이 된 미국 선박이 카리브해 연안의 영국 식민지들과 교역을 금한다는 내용이기 때문에 식민지와 미국 모두에게 비난을 받았다. 네비스(Nevis) 항을 출항한 미국 선박 4척을 나포한 넬슨은 불법 나포 혐의로 고소를 당했다. 네비스 항의 상인들이 이들을 지지하였기 때문에 넬슨은 수감의 위기 속에서 8개월을 보내야 했다. 결국 법원은 넬슨의 손을 들어줬고, 넬슨은 그 동안 네비스 항에서 만난 미망인 패니 네스빗(Fanny Nesbit)과 그의 카리브해 여정 막바지인 1787년 3월 11일 결혼하였다.
1789년 이후 넬슨은 몇 년간 지휘권을 행사하지 못하였다. 그는 이 동안 절반의 급여만을 받았으며, 프랑스 혁명 정부가 국경지대에서 강도높은 움직임을 보인 이후, 64문의 대포를 장비한 아가멤논(Agamemnon)호의 함장으로 다시 지휘권을 회복하였다. 그는 아가멤논 호를 타고 이 일대에서 일련의 전투를 수행하였다.
나폴리 왕국에 기반을 두고 지중해로 발령된 그는 1794년 코르시카(Corsica)의 칼비(Calvi)에서의 해전 당시 근거리 포격으로 튀어오른 돌 파편에 얼굴을 맞아 오른쪽 눈의 시력과 오른쪽 눈썹의 반을 잃었다. 일반적인 묘사와 다르게 그가 안대를 했었다는 증거는 없지만, 그는 남아있는 눈을 보호하기 위하여 차양을 사용하기는 하였다.
1796년 지중해 함대의 새 지휘관이 된 존 저비스(John Jervis) 경은 넬슨을 준장으로 임명하고 프랑스 해안을 따라 독자적으로 해상 봉쇄 임무를 수행하도록 하였다. 넬슨이 가장 좋아했다고 하는 아가멤논은 이제 낡아 수리를 위해 영국으로 돌려보내졌으며, 넬슨에게는 74문의 대포가 장착된 HMS 캡틴(HMS Captain) 호가 주어졌다.

## 해군 제독

### 상비센트곶 해전
1797년은 넬슨의 해였다. 2월 14일 그는 상비센트곶에서의 승리에 크게 기여하였다. 그는 극적이면서도 대담무쌍하게, 위치 사수 명령을 어기고 스페인 함대의 탈출을 저지하였으며, 고위 장교로써는 드물게도 두 척의 적선에 직접 올라갔다. 덕분에 함대의 사기는 크게 올라갔으며, 승리 이후 넬슨은 배스 기사단(Order of the Bath)의 일원으로 기사 서훈을 받았다.
같은 해 4월 넬슨은 영국 해군에서 9번째로 높은 청색 해군 소장(Rear Admiral of the Blue)직에 올랐다. 당시 제독으로의 승진은 능력이 아닌 관록에 의해서 이루어지는 것이었고, 넬슨은 제독은 아니었지만 제독과 같은 액수의 급여와 임무를 부여받았다. 이 해 후반에 넬슨은 테세우스(Theseus) 호를 타고 산타 크루즈(Santa Cruz)에서 임무를 수행하던 도중 오른팔에 적탄을 맞고 상완골이 여러 조각으로 부서지는 부상을 당하였다. 괴저의 위험 때문에 의사는 팔을 절단할 것을 권유하였고, 때문에 넬슨은 오른팔 전체를 절단하지 않을 수 없었다. 12월 중순까지 넬슨은 임무에 복귀하지 못하였으며 그는 노트에 '나는 이제 끝났다'고 기록하였다.
그러나 그의 불운은 그 뿐이 아니었다. 1796년 넬슨은 엘바 섬(Elba)을 떠나 지브롤터(Gibraltar)로 향하면서 기함을 콕번(Cockburn) 함장이 지휘하는 프랑스제 미네르바(Minerve) 호로 변경하였다. 중도에 스페인 프리깃함 산타 사비나(Santa Sabina)호를 나포한 넬슨은 부관 하디(Hardy)에게 이 배의 지휘권을 맡겼다. 다음날 아침 스페인 함대가 출현하였고, 넬슨은 후퇴하였지만 산타 사비나 호는 스페인 함대에 되돌아갔으며 부관 하디는 포로 신세가 되었다. 훗날 하디를 되찾기 위해 넬슨은 미네르바 호를 스페인에 넘겨주어야만 했다.

### 나일 해전
1798년 넬슨은 프랑스 함대와 조우하여 또 한번의 대승을 기록하였다. 8월 1일 벌어진 나일 해전(아부키르만 해전(Battle of Aboukir Bay)으로도 알려짐)은 인도로 진출하려던 나폴레옹 보나파르트의 야심을 좌절시켰다. 나폴레옹의 이집트 원정군은 지중해 연안을 따라 북부로 진군하였지만 이는 함장 시드니 스미스(Sidney Smith) 경의 공격으로 분쇄되었다. 나폴레옹은 영국 군함들을 피해 프랑스로 돌아갈 수밖에 없었다. 이 전투는 상당한 전략적 의미가 있었던 것으로, 일부 사학자들은 트라팔가르 해전보다 이 전투가 더 중요한 역사적 가치를 지니는 것이라고 주장한다.
나일 해전에서의 승리 덕분에 넬슨에게는 나일의 넬슨 남작(Baron Nelson of the Nile)이라는 호칭이 부여되었다. 사실 이러한 호칭은 존 저비스 경이 백작이 된 것에 비추어보면 약소하기 그지 없는 것이었지만 총사령관이 아닌 경우 남작 이상의 작위를 내리지 않는 영국 정부의 방침 때문에 어쩔 수 없는 것이었고, 넬슨도 이 일에 다소 불쾌하였지만 방도가 없었다. 넬슨은 그의 공로보다 늘 적은 보상을 받은 것을 불만스러워 하였지만 그는 존 저비스 백작이나 웰링턴 공작에 비해 출신도 미천하였을 뿐 아니라 정치적 인맥도 형편없었다.

## 보상
12월 프랑스군이 나폴리를 침공하자 넬슨은 나폴리 왕가를 구출하였다. 이 과정에서 넬슨은 나폴리 주재 영국대사의 젊은 아내 엠마 해밀턴(Emma Hamilton)과 사랑에 빠졌다. 엠마는 이윽고 넬슨의 정부가 되었으며, 영국에 돌아와서는 넬슨과 가까이 지내며 둘 사이에 딸 허레이시아(Horatia)를 낳았다.
1799년 넬슨은 해군 서열 7위인 적색 해군 소장(Rear Admiral of the Red)직에 올랐다. 같은 해 7월 넬슨은 우샤코프(Ushakov) 제독과 함께 나폴리 탈환에 참여하였으며 나폴리 왕으로부터 브론테 공작(Duke of Bronte) 작위를 받았다. 그의 품행 관련 문제로 실망한 상부는 넬슨을 본국으로 소환하였다. 그러나 엠마와의 염문을 잘 알고 있던 상부는 넬슨을 그녀와 떨어뜨려놓기 위하여 바다로 돌려보내지 않을 수 없었다. 일부 학자들은 그가 아부키르 만에서 입은 머리 부상으로 인하여 그의 개인적 품행에 문제가 발생하였다고 생각한다. 그는 나폴리 정부가 군법에 의거 죄수들을 처형하는 것을 묵인하였으며, 아마도 이는 좌파를 싫어하는 그의 기질과 브론테 공작으로써의 위치 때문이었을 것이다. 결과적으로 나폴리에서의 그의 이력은 그의 이름에 먹칠하는 결과를 낳았다.
1801년 1월 1일 넬슨은 해군 서열 6위인 청색 부제독(Vice Admiral of the Blue)직에 올랐다. 수개월 후 그는 코펜하겐 해전(Battle of Copenhagen, 1801.04.02)에 참전해 덴마크와 스웨덴, 러시아의 무장중립 상태를 해제하기 위해 나섰다. 그의 상관인 하이드 파커(Hyde Parker) 경은 덴마크의 포화가 너무 강력하다고 판단하여 넬슨에게 물러날 것을 지시하였다. 넬슨은 이 신호에 응답하였지만 따르지는 않았다. 넬슨은 그의 기선을 지휘하는 토마스 폴리(Thomas Foley) 함장을 돌아보며, '폴리 자네도 알겠지만 나는 눈이 하나밖에 없어서 오른쪽 일들을 종종 놓치곤 한다네'라고 말하고는 망원경을 보이지 않는 오른쪽 눈에 대고 '아무 신호도 보지 못했어!'라고 말했다고 한다. 그는 공격을 지속했으며 전투를 승리로 이끌었다. 5월 그는 발트해를 담당하는 총사령관이 되었으며, 영국 왕실로부터 자작 작위를 받았다.
그러는 동안 나폴레옹은 영국 침공을 위한 대규모 군대를 조직하였고, 넬슨은 프랑스 침공에 대하여 영국 해협을 방어하는 임무를 맡게 되었다. 1801년 10월 22일 영국과 프랑스간에 휴전 협정이 맺어지면서 넬슨은 악화된 건강상의 이유로 퇴역하여 영국으로 돌아갔다. 친구 윌리엄 경과 엠마를 대동하고 잉글랜드와 웨일스 지역을 여행한 그는 버밍엄에 머물렀다.

## 트라팔가르 해전 - 죽음과 장례

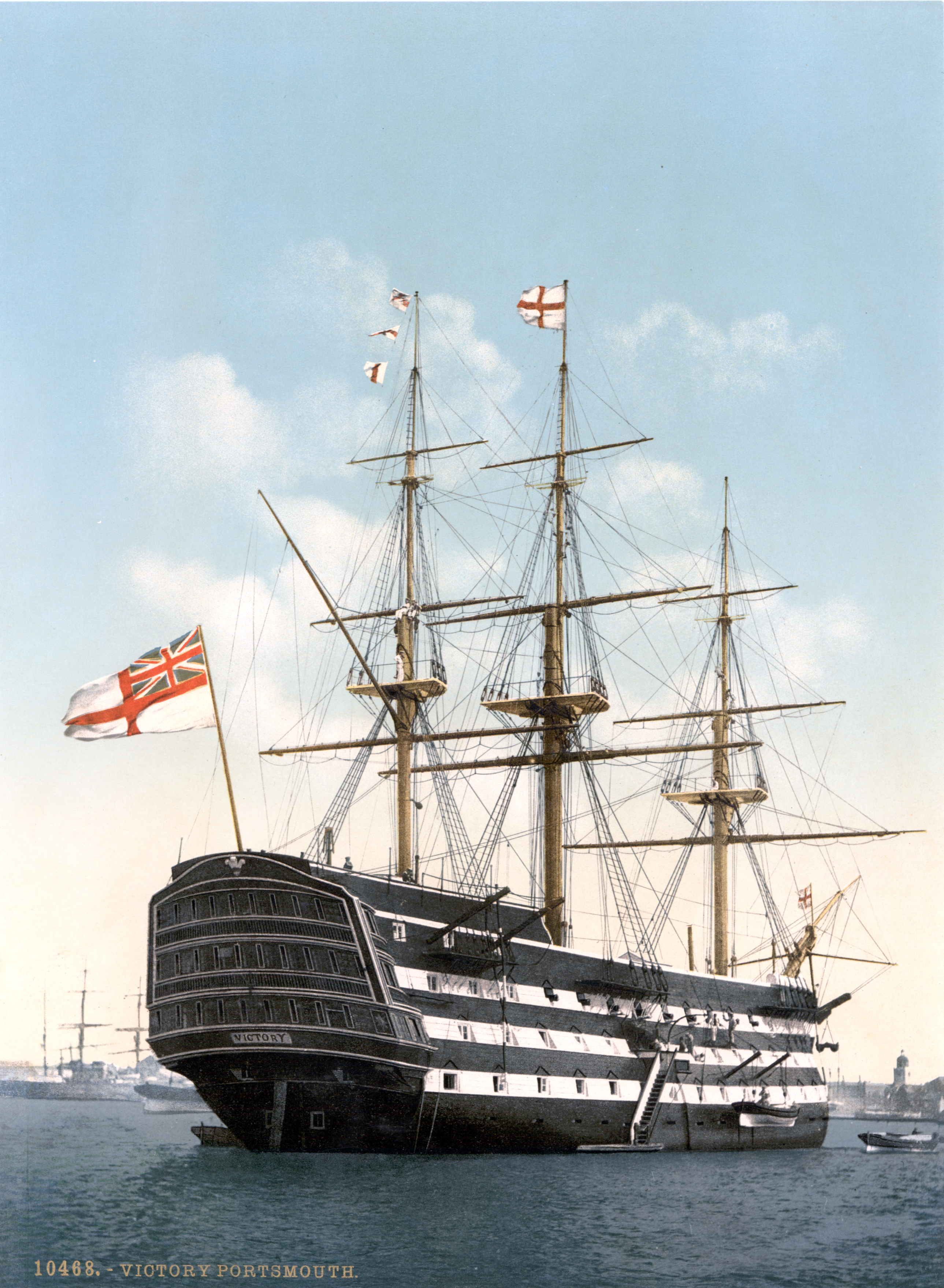
넬슨의 기함 빅토리 호

그러나 아미앵 휴전협정(Peace of Amiens)은 오래 가지 않았고, 넬슨은 곧 전선으로 복귀하였다. 그는 지중해 총사령관의 임무를 맡았으며, 1803년 HMS 빅토리(HMS Victory)호를 받아 프랑스 툴롱(Toulon) 항구 봉쇄에 참가하였다. 이후 그는 2년간 육지에 발을 디딜 새가 없었다.
1804년 4월 23일, 넬슨은 바다에 머물며 해군 서열 5위인 백색 부제독(Vice Admiral of the White)의 직위에 올랐다. 1805년 초 프랑스 함대는 툴롱 항구를 출발하여 서인도로 향하였다. 이 함대의 추적에 실패한데다 건강이 다시 악화된 넬슨은 영국 머튼(Merton)으로 퇴역하였지만 2개월도 안 되어 다시 바다로 나갈 수밖에 없었다. 1805년 9월 13일 넬슨은 스페인 카디스(Cadiz) 근방에서 연합하려는 스페인과 프랑스 함대를 방해하기 위한 목적으로 출항하였다.
1805년 10월 21일 넬슨은 그의 마지막 전투, 트라팔가르 해전에 참가하였다. 나폴레옹 보나파르트는 대규모 군대를 모아 다시 한 번 영국에 대한 침공에 나섰다. 영국 해협에 대한 제해권을 확보하기에는 해군력이 부족하다고 판단한 나폴레옹은 유럽 각지에서 배를 끌어모았다. 이윽고 33척의 프랑스와 스페인 연합 함대는 피에르 샤를 빌뇌브(Pierre-Charles Villeneuve)의 지휘하에 카디스 항을 출발하였고, 넬슨은 27척의 배를 끌고 이에 맞섰다.
두 함대는 결국 전투에 들어가고, 넬슨은 자신의 빅토리 호 후미 돛대에 '영국은 모든 이들이 자신의 의무를 다하길 기대한다(England expects that every man will do his duty)'는 글귀가 적힌 깃발을 내걸었다. 당초 넬슨은 '영국은' 대신에 '넬슨은'을, '기대한다(expects)' 대신에 '믿는다(confides)'를 쓰고자 하였지만 문구의 영향력을 고려한 신호 담당의 제안으로 변경이 이루어졌다.
프랑스의 기함 뷔상토르(Bucentaure) 호에 심각한 손상을 안긴 빅토리 호는 르두타블(Redoutable) 호로 돌진하여 뒤엉켰고, 르두타블 호의 전투실 상부에 있던 프랑스 저격수들은 빅토리 호의 갑판을 훤히 내려다보며 사격을 가할 수 있었다. 이들이 쏜 탄환은 넬슨의 왼쪽 어깨에 적중하여 폐를 관통하고 척추에 박혔다. 넬슨은 이러한 부상을 입은 상태로 4시간 동안 의식을 잃지 않고 지휘를 계속하였고, 전투가 영국의 승리로 끝난 것을 확인하고 전사하였다. 넬슨에게 죽음을 안긴 탄환은 그의 몸에서 제거되어 현재 윈저 성(Windsor Castle)에 전시되어 있다.

## 마지막 말
넬슨의 사망 당시 곁에 있었던 빅토리 호의 외과의사 윌리엄 비티(William Beatty)에 따르면 넬슨의 마지막 말은 '내 임무를 다 할 수 있게 해준 신께 감사드린다(Thank God I have done my duty)'였다고 한다. 그는 말을 할 수 없게 되기까지 이 말을 몇 번이고 되풀이했다고 한다. 그가 이 말을 했을 때 의식이 있던 상태였는지는 불분명하다. 이 자리에 함께하였던 군종 알렉산더 스코트(Alexander Scott)와 경리관 월터 버크(Walter Burke)의 증언에 따르면 넬슨의 마지막 말은 'Drink, drink. Fan, fan. Rub, rub' 이었다고도 하는데, 이는 죽음에 임박한 넬슨의 갈증과 고열, 그리고 통증 때문이었다고 한다.
흔히 잘못 알고 있는 '하디, 키스해주게(Kiss me, Hardy)'는 그가 빅토리 호의 선장 하디에게 한 말이었지만 마지막 말은 아니었으며, 임종 당시 하디는 갑판에 불려간 상태로 곁에 있지 않았다. 'Kismet, Hardy'라는 설도 있지만 당시 'kismet'이라는 단어는 영어의 범주에 들어가 있지 않았다.
손상을 입은 빅토리 호는 견인되어 지브롤터로 이동하였고, 넬슨의 유해는 브랜디 술통에 보존되어 옮겨졌다. 이것은 공교롭게도 전투 중에 프랑스로부터 노획한 브랜디였다고 하며, 이후 약간의 독주를 들이키는 것을 가리키는 'Tapping the Admiral'이라는 구문의 어원이 되었다. 런던으로 온 그의 유해는 국장으로 장사 지내졌으며, 넬슨은 왕족이 아니면서 국장의 예우를 받은 5인(웰링턴 공작과 윈스턴 처칠 포함) 안에 들어가게 되었으며, 이후 잉글랜드 성공회 대성당인 세인트 폴 대성당에 안치되었다. 그의 유해를 담은 관은 나일 해전 때 침몰하였다가 회수된 로리앙(L'Orient) 호의 돛대로 만들어졌으며, 이 나무 관은 추기경 토마스 울지(Thomas Wolsey)를 위해 제작되었다가 헨리 8세에 의하여 몰수되어 궁에 보관 중이었던 석관 안에 놓였다.

## 유산
넬슨은 그의 부하들의 잠재력을 최대한 이끌어내는 능력으로 유명하였으며, 그의 그러한 능력은 '넬슨 터치(The Nelson Touch)'라는 별명이 붙었다. 생존 당시에도 그러하였지만 넬슨은 사후 영국사상 그 누구보다 빛나는 인물로 기록되었다. 대부분의 군사 역사가들은 전투 전의 치밀한 계획, 전투 중도에서도 유연했던 부대 이동뿐 아니라 고위 장교들부터 최하급 수병들에 이르기까지 고무할 수 있었던 그의 능력이야말로 그의 승리의 가장 큰 원인이라고 믿는다. 그는 군사 역사상 가장 위대한 야전 사령관 중 한 명이며, 특히 바다에서는 최고라고 칭해지는 인물이다.
넬슨은 바다에서만 사랑받은 것이 아니라, 엠마 해밀턴 사건으로 그를 비난한 사람들을 제외한 모든 영국인들의 사랑 또한 한몸에 받았다. 2005년, 트라팔가르 해전 200 주년을 기념해 BBC가 실시한 설문조사 결과 그는 영국을 빛낸 100인의 위인들 중 10위 안에 들어갔으며, 많은 세월이 흘렀음에도 변함없는 사랑을 받고 있다. 현재에도 그의 이름이나 그가 사용한 문구들은 영국의 스포츠 팀들이 애용하고 있다. 그는 논란의 여지 없는 영국의 영웅인 것이다.

## 기념비와 건축물
오늘날 런던의 트라팔가 광장에는 넬슨 기둥이 서 있다. 처음 넬슨에게 바쳐진 기념비는 그가 죽은 다음 해 세워진 43.5 미터 높이의 것으로, 글래스고(Glasgow)에 위치하였다. 1809년에는 모금 운동에 의하여 제작된 석상이 버밍엄에 세워졌으며 리처드 웨스트마콧(Richard Westmacott)이 조각을 담당하였다. 이 조각은 현재 2등급 건축물로 분류되어 있다. 웨스트마콧은 리버풀과 바베이도스의 기념물 제작에도 참여하였다. 그레이트 야머스(Great Yarmouth)의 기념물은 넬슨이 죽기 전에 제작이 시작되었지만 1819년에야 완공되었고, 이 기념물은 '브리타니아 기념비(Britannia Monument)'로 알려졌으며 상부에는 넬슨 대신 여인의 조각이 자리잡았다. 노위치(Norwich) 성당에는 나폴레옹 전쟁 중의 영웅들에 대한 조각들이 있는데, 넬슨의 조각은 웰링턴 공작이 다녔던 학교 옆에 웰링턴 공작의 조각과 함께 놓여 있다.
그 외에도 넬슨의 기념비와 조각은 세계 각지에서 찾아볼 수 있다. 북 웨일스(North Wales)와 몬트리얼에도 그의 기념비가 있으며, 더블린(Dublin)에도 그의 기념물이 있었지만 1966년 IRA의 폭탄 테러로 파괴되었다. 뉴질랜드, 영국령 콜롬비아, 캐나다에는 그의 이름을 딴 도시 또는 섬이 존재한다.
트라팔가르 해전 당시 그가 승선하였던 빅토리 호는 세계에서 가장 오래된 해군 선박으로 현재까지 보존되어 있다. 빅토리 호는 영국 포츠머스 해군 기지(Portsmouth Naval Base)의 왕립 해군 박물관(Royal Naval Museum) 2번 부두에서 찾아볼 수 있다. 이후 세 척의 영국 해군 함정과 하나의 해군 시설이 그의 이름을 따서 HMS 넬슨(HMS Nelson)으로 명명되었으며, 매년 10월 21일은 트라팔가의 날로써 영국 해군 기념일이 되었다.
그를 죽게 한 탄환은 윈저 성에, 그가 당시 입었던 옷은 피탄자국이 선명한 상태로 그리니치의 국립 해양 박물관(National Maritime Museum)에 전시되어 있다. 쓰시마 해전으로 일본 해군이 러시아 해군을 격파한 이후 영국 해군이 일본에 선사한 넬슨의 머리카락 한줌은 현재 일본 자위대가 운영하는 박물관에 전시되어 있다.

## 가족 관계

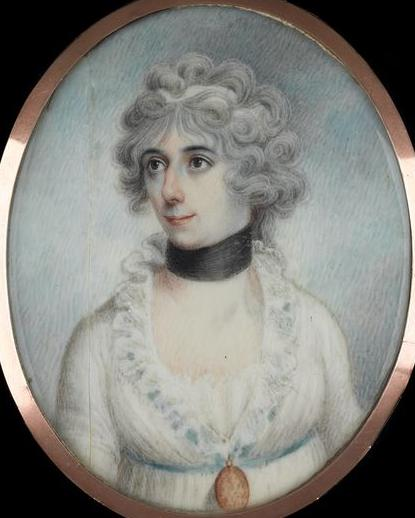
허레이티아 넬슨(Horatia Nelson)

넬슨에게는 적자가 없다. 엠마 해밀턴은 그와의 혼외정사로 허레이티아(Horatia)를 낳고 아이가 13세일 때 가난 속에서 죽었다.
허레이티아는 1881년 죽기 전까지 필립(Rev. Philip Ward)과의 사이에서 9명의 자녀를 두었다.
1. 1822년 12월 8일 장남 허레이쇼 넬슨
2. 1824년 4월 엘레노어 필리파(Eleanor Philippa),
3. 1825년 5월 27일 말머두크 필립 스미드(Marmaduke Philip Smyth),
4. 1827년(또는 1829년) 2월 13일 존 제임스 스티븐(John James Stephen),
5. 1828년 5월 8일 넬슨, 1830년 4월 8일 윌리엄 조지(William George),
6. 1832년(또는 1833년) 7월 10일 에드먼드(Edmund),
7. 1833년 11월 24일 허레이쇼,
8. 1834년 5월 필립,
9. 1836년 1월 캐럴린(Caroline)

넬슨을 승계할 적자가 없는 관계로 그의 자작위와 봉토는 그의 사후 공석이 되었지만, 그를 기리기 위하여 그 공석된 작위가 남작으로 강등되어 곧 넬슨의 형 윌리엄(William)에게 양도된 이후 넬슨 백작(Earl Nelson)위도 생겨났으며 제1대 넬슨백작 사후 외조카 토머스와 그의 후손들이 현재까지 작위를 이어받고 있다.